# Securitate
Securitate (oficialmente Departamentul Securității Statului, traducible como Departamento de Seguridad del Estado) fue la policía secreta que operó cuando Rumanía fue un estado comunista. El departamento fue fundado el 30 de agosto de 1948 con la ayuda del NKVD soviético, y fue desmantelado y disuelto en diciembre de 1989, tras el colapso del régimen y la ejecución del entonces presidente Nicolae Ceauşescu y su esposa.
En proporción a la población rumana, la Securitate fue uno de los cuerpos policiales con más miembros del Bloque del Este. Cuando el régimen comunista rumano cayó, el departamento contaba con 11 000 agentes registrados y medio millón de informadores, para un país con una población de 22 millones de personas. Bajo el régimen de Ceauşescu, la Securitate destacó por ser una de las fuerzas policiales secretas más brutales del mundo, y responsable del arresto y muerte de miles de personas.

## Organización

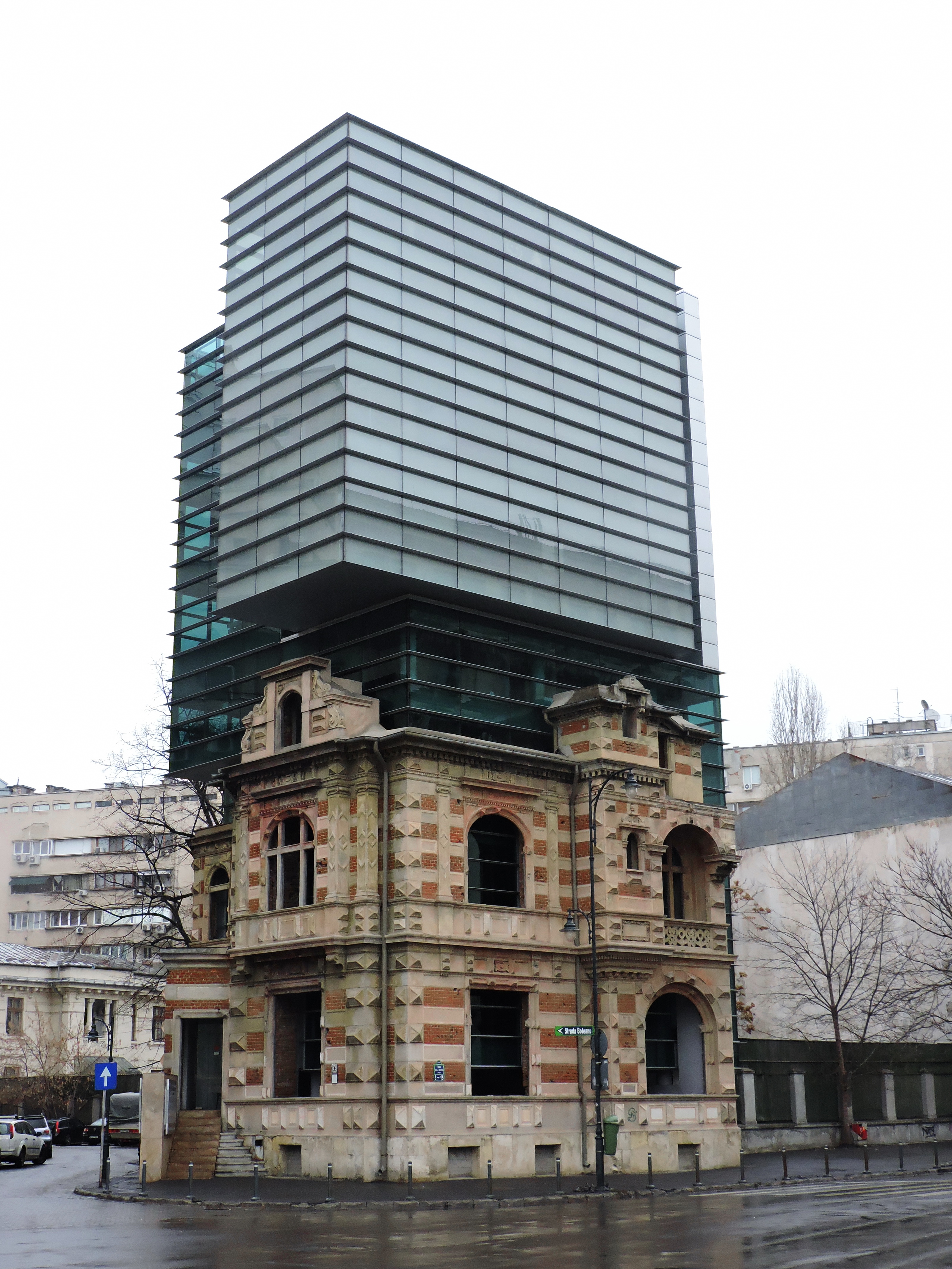
Antiguo edificio de la Securitate en Bucarest.

Departamento de Investigaciones contaba con agentes e informantes en todos los niveles de las estructuras de partido y gobierno, así como en la sociedad para informar sobre cualquier actividad u opinión contra el régimen. Realizó registros ilegales en instituciones y domicilios, arrestando a opositores al régimen de Ceausescu. Los agentes utilizaron con frecuencia la fuerza para obligar a los disidentes a denunciar a sus compatriotas y sus actividades. Según algunos disidentes importantes, debido a la influencia de la Securitate en algunos jueces o fiscales, ningún opositor fue absuelto por ningún tribunal. El Departamento de Investigación trabajó en colaboración con la Dirección de Vigilancia y la Dirección de Censura de Correspondencia. Este último se ocupó, entre otras cosas, de la supervisión de la correspondencia de los disidentes húngaros y los grupos étnicos en Transilvania. Para esto,
La Dirección General de Tecnología Operativa (DGTO) fue un servicio importante para las actividades de Seguridad. Se creó con el apoyo de la KGB a mediados de la década de 1950 y se encargaba de monitorear todos los medios electrónicos y de telecomunicaciones del país. La DGTO intercepta todos los teléfonos, telegramas o faxes provenientes o del exterior. Los agentes de la DGTO colocaron micrófonos en edificios públicos y hogares privados para monitorear las discusiones entre los ciudadanos.
La Dirección de Contrainteligencia supervisó a los extranjeros (especialmente contra los ciudadanos soviéticos) para controlar o prevenir sus contactos con los rumanos. Impuso una serie de restricciones para detener las reuniones entre extranjeros y personas comunes, para evitar que estos últimos lleguen a embajadas extranjeras y no solicitar asilo político . La gente tenía que informar a la Securitate, dentro de las 24 horas, de cualquier contacto que tuvieran con un extranjero.
La 4ª Dirección tenía atribuciones similares a las de la Dirección de Contrainteligencia , solo que tenía atribuciones a nivel de las Fuerzas Armadas. Su principal misión era identificar y neutralizar el espionaje soviético.
La Dirección A garantizará la protección de los dignatarios.
La Dirección de Seguridad Interna , con más de 1000 agentes, se ocupó de la eliminación de opositores dentro del PCR, el Consejo de Ministros y la Seguridad. Esta dirección representa una Seguridad dentro de la Seguridad, teniendo sus propias estructuras de vigilancia, censura de correspondencia y monitoreo de telecomunicaciones.
A nivel de 1989, el Departamento de Seguridad del Estado dentro del Ministerio del Interior tenía la siguiente organización:
- Dirección I - Información Interna
- Dirección II - Contrainteligencia económica
- Dirección III - Contrainteligencia
- Dirección IV - Contrainteligencia Militar
- Dirección AVa - Seguridad y Guardia
- Dirección VI - Investigaciones Penales

Contaba con ocho unidades especiales:
- Unidad Especial de Contraterrorismo (USLA)
- Unidad especial F - Cableado
- Servicio de protección de secretos de estado
- Servicio Independiente de Comercio Exterior
- Centro de Informática y Documentación
- Servicio D - Desinformación
- Secretaría-Servicio Jurídico Independiente
- Servicio Independiente de Movilización Educativa .

El organigrama del DSS también incluía: el Comando de Tecnología y Transmisiones Operativas , el Consejo Político del Departamento de Seguridad del Estado y el Centro de Inteligencia Exterior (ex DIE).